# Hamm AG
Die Hamm AG ist ein Hersteller von Walzen für verschiedene Einsatzgebiete des Straßen- und Flughafen-, Damm- und Erdbaus. Das Unternehmen hat seinen Sitz in Tirschenreuth und ist der größte Hersteller von Straßenwalzen weltweit. Die Hamm AG ist Mitglied der Wirtgen Group und der älteste noch produzierende Walzenbauer in Deutschland. Als Teil der Wirtgen Group gehört das Unternehmen zum US-amerikanischen Land- und Baumaschinenkonzern Deere & Company.

## Unternehmensgeschichte

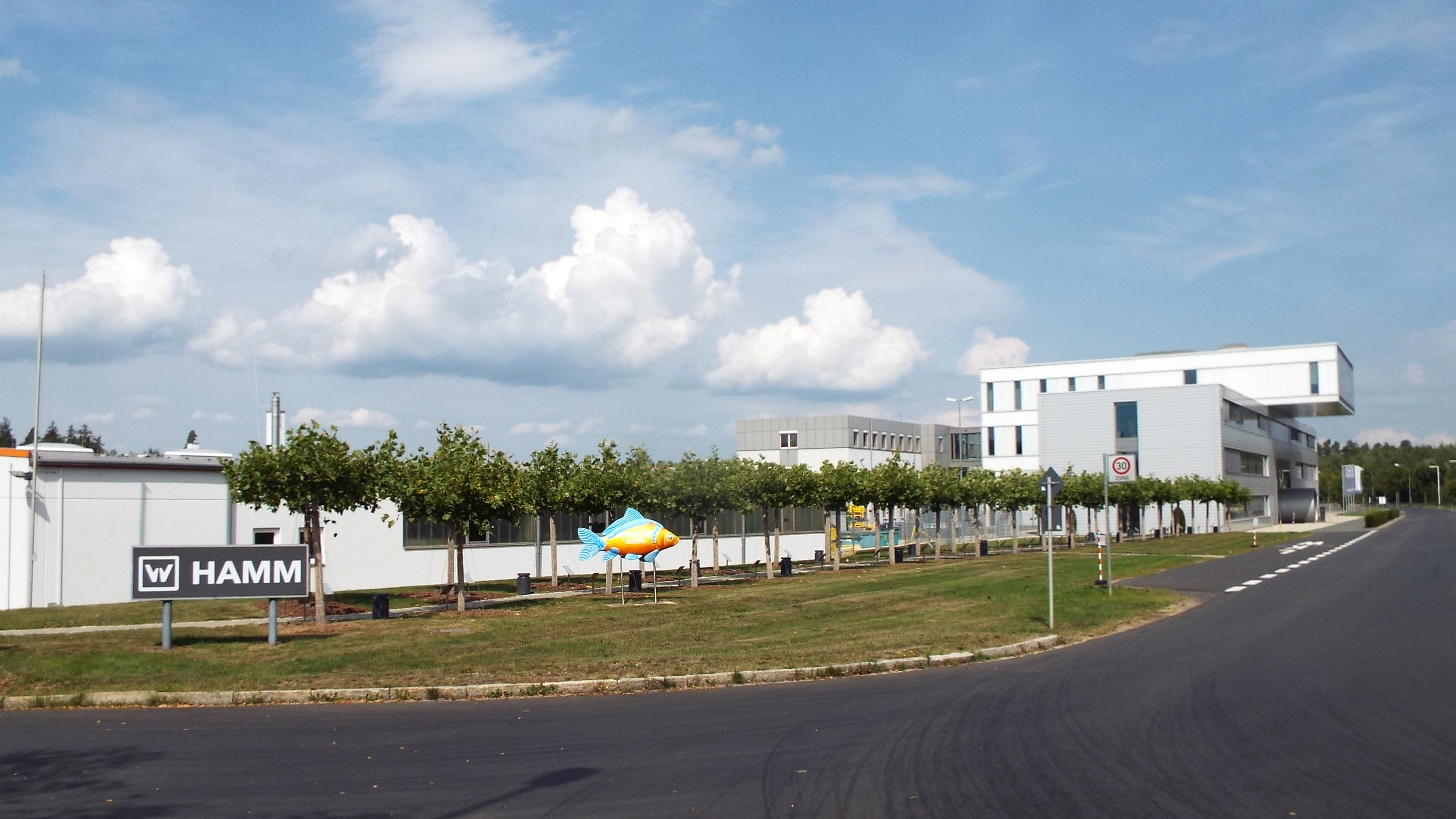
Verwaltungsgebäude Hamm AG Tirschenreuth

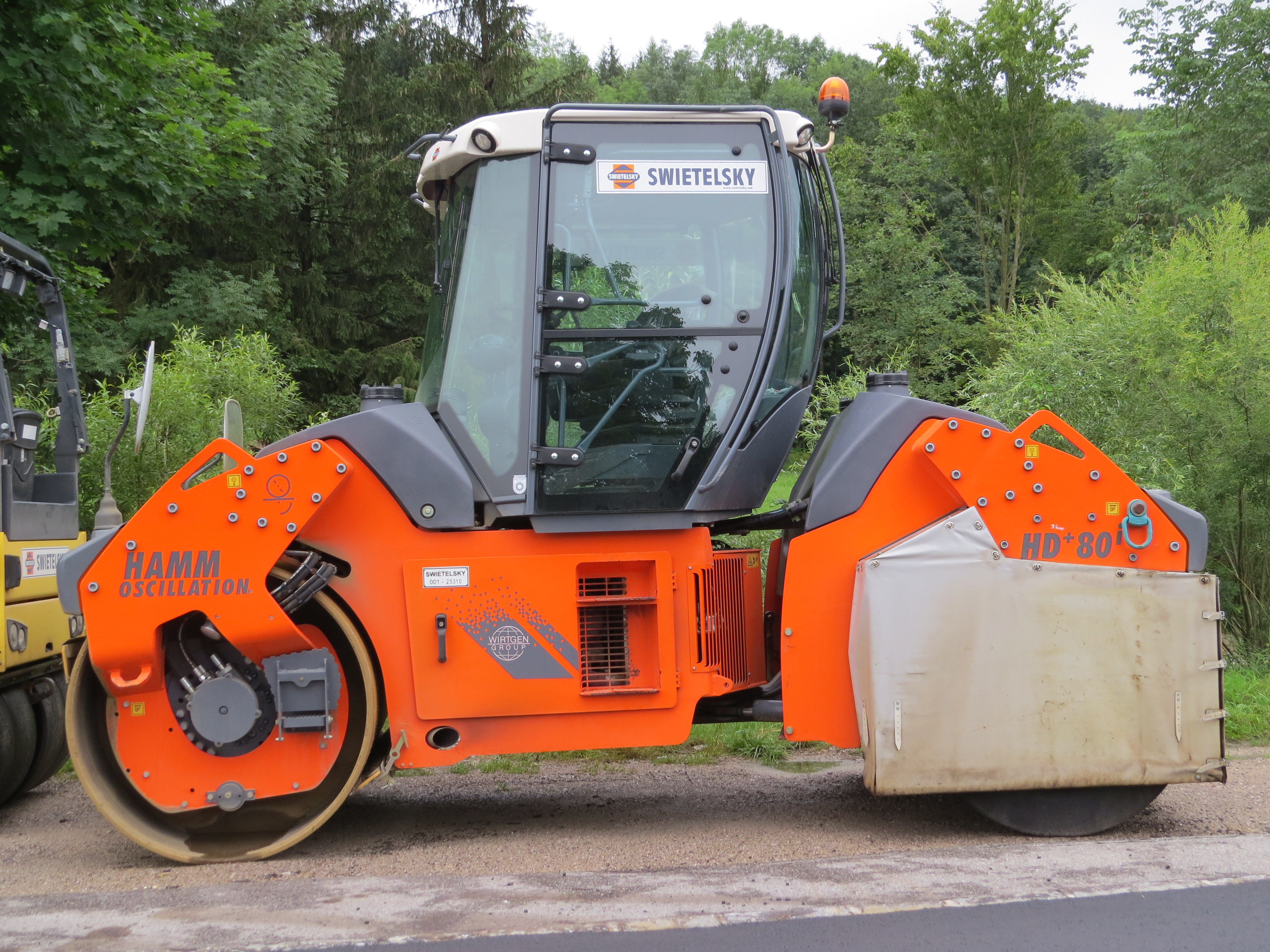
Hamm HD 80 von Swietelsky in Kirchberg an der Pielach (2018)

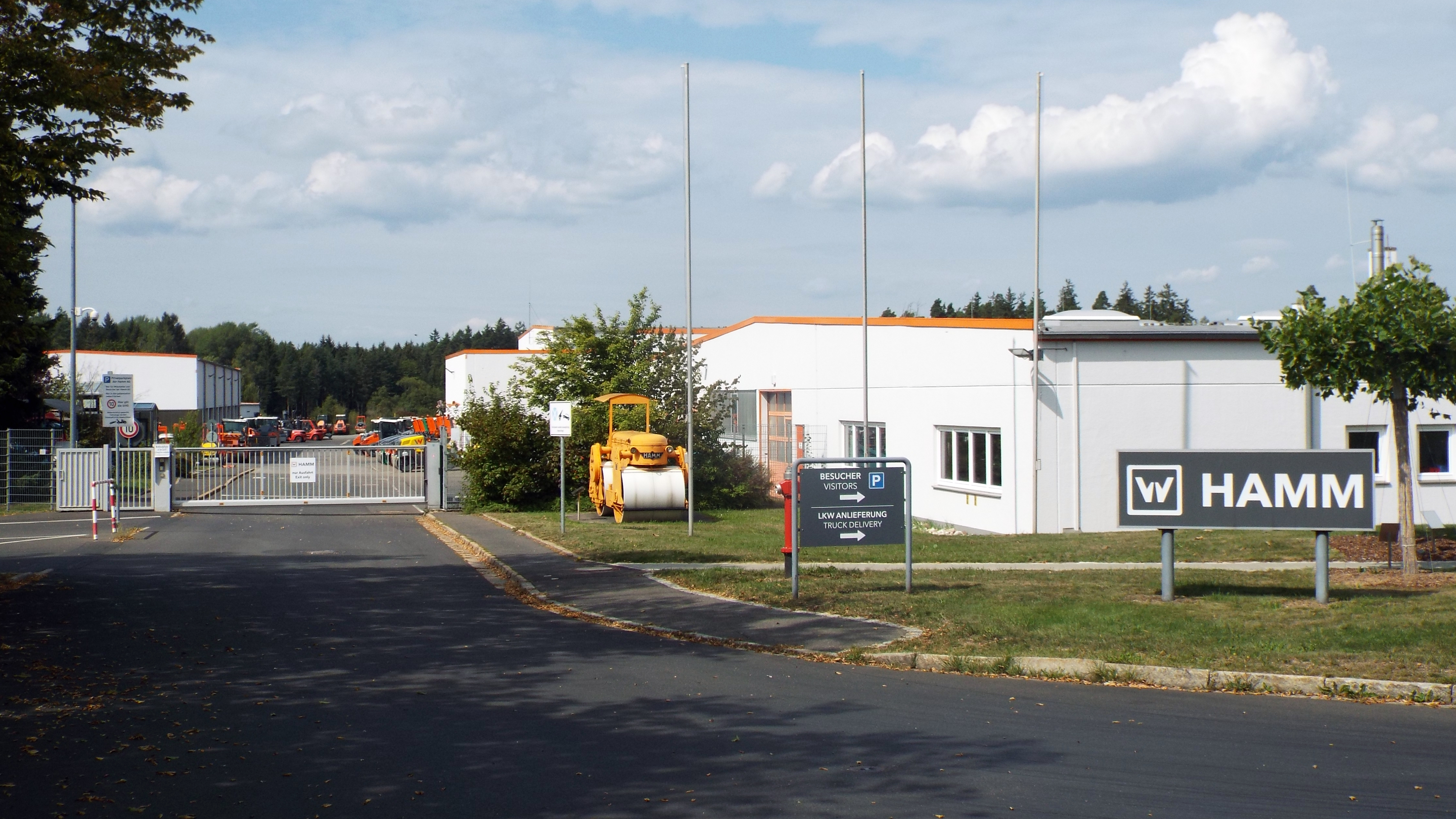
Firmengelände Hamm AG Tirschenreuth

Die Brüder Franz und Anton Hamm gründeten 1878 in Tirschenreuth die „Maschinenfabrik Gebr. Hamm“. In den folgenden Jahren beschäftigte man sich mit dem Bau landwirtschaftlicher Maschinen. Die Maschinen stellten sie in eigener Fabrikation her. 1911 kam Hamm mit einer innovativen motorgetriebenen Straßenwalze auf den Markt, die die damals üblichen Dampfwalzen ersetzen konnte. Die Hamm AG baute nie dampfgetriebene Straßenwalzen. Ab 1928 konzentrierte sich das Unternehmen ausschließlich auf die Entwicklung, Herstellung und den Vertrieb von Straßenwalzen. In den folgenden Jahren wurden weitere innovative Produkte wie Tandemwalzen und Gummiradwalzen sowie neue Verdichtungstechniken entwickelt wozu die Oszillation zu zählen ist. Nach dem Zweiten Weltkrieg war Hamm international der führende Walzenhersteller.
Zwischen 1932 und 1970 hatte Hamm das Patent auf allradgelenkte und allradgetriebene Tandemwalzen und war weltweit der einzige Hersteller dieser Maschinen. 1973 wurde die Ersatzteilversorgung des damaligen Mitbewerbers Hatra übernommen. 1976 wurde Hamm von der IBH-Holding AG in Mainz übernommen, die 1983 Insolvenz anmeldete.
1992 erweiterte Hamm sein Programm auf neue Anwendungsgebiete und nahm einen vollhydrostatischen Stabilisierer und Recycler namens „Raco“ in seine Produktpalette auf. Im Rahmen der Übernahme der Wirtgen Group wurde dieses Programm ab 1999 von Wirtgen übernommen. 1999 begann die Zusammenarbeit mit der Wirtgen Group, Hamm wurde neben den Firmen Wirtgen und Vögele der dritte von mittlerweile fünf Herstellern im Wirtgen-Verbund. 2002 wurde in Tirschenreuth ein neues Werk eröffnet; seitdem betreibt Hamm das modernste Walzenwerk Europas. 2003 feierte Hamm den 125. Geburtstag mit internationalen Gästen und der feierlichen Präsentation der neuesten Techniken. Im August 2006 wurde das neue Verladezentrum eingeweiht und Ende 2006 wurde die bestehende Montagehalle um ein fünftes Taktband erweitert. 2007 begann der Bau eines neuen Bandagen-Werks, das im September 2008 in Betrieb ging. Damit erfolgte die Rückverlagerung der Produktion von Walzenrollen von Polen an den heimischen Standort.

## Unternehmensdaten
Die Betriebsfläche des Werkes in Tirschenreuth umfasst derzeit 353.000 Quadratmeter. Die Produktionshalle hat vier Montagestraßen mit einer Länge von je 100 Metern. In der Halle für die Kleinmaschinenmontage sind weitere drei Bänder für die Compactline (HD8-14) untergebracht.